# Casper Crump
Casper Frederik Crump (* 11. Juli 1977 in Kopenhagen) ist ein dänischer Schauspieler.

## Leben
Casper Crump ist der Sohn der Tänzerin und Schauspielerin Nellie Crump (* 1954) und des Managers Lars Liebst.
Seine Schauspielausbildung absolvierte Crump an der Staatlichen Schauspielschule in Kopenhagen, die er im Jahr 2008 beendete. Seitdem stand er als Darsteller in mehreren Theaterstücken, wie z. B. in Romeo und Julia auf der Bühne. Er war langjähriges Ensemblemitglied am Folketeatret. Seit 2004 steht Crump auch als Schauspieler in Filmen und Fernsehserien vor der Kamera.
Casper Crump ist seit 2017 verheiratet und hat zwei Kinder.

## Filmografie (Auswahl)
- 2014: Helium (Kurzfilm)
- 2015: The Flash (Fernsehserie, 1 Folge)
- 2015: Arrow (Fernsehserie, 1 Folge)
- 2016–2019: Legends of Tomorrow (Fernsehserie, 11 Folgen)
- 2016: Legend of Tarzan (The Legend of Tarzan)